# 蒂斯灵
蒂斯灵是德国巴伐利亚州的一个市镇。总面积19.56平方公里，总人口3229人，其中男性1588人，女性1641人（2011年12月31日），人口密度165人/平方公里。